# Wereldbeker freestyleskiën 2018/2019
De wereldbeker freestyleskiën 2018/2019 (officieel: FIS World Cup Freestyle skiing) was een competitie voor freestyleskiërs die georganiseerd werd door de internationale skifederatie FIS. In de wereldbeker zijn zowel voor mannen als voor vrouwen zes disciplines opgenomen (halfpipe, slopestyle, ski cross, aerials, moguls en dual moguls). Voor deze disciplines werden ieder afzonderlijk medailles uitgereikt, waarbij dual moguls en moguls als één discipline worden gerekend. Het seizoen begon op 7 september 2018 in het Nieuw-Zeelandse Cardrona en eindigde op 30 maart 2019 in het Zwitserse Silvaplana.

## Mannen

### Kalender
| Datum | Plaats                | Onderdeel   | Eerste                | Tweede                | Derde                 |
| --- | --------------------- | ----------- | --------------------- | --------------------- | --------------------- |
| 07/09/2018 | Cardrona              | Big air     | Andri Ragettli        | Evan McEachran        | Finn Bilous           |
| 04/11/2018 | Modena                | Big air     | Birk Ruud             | Alexander Hall        | Andri Ragettli        |
| 23/11/2018 | Stubai                | Slopestyle  | Henrik Harlaut        | Mac Forehand          | Ferdinand Dahl        |
| 07/12/2018 | Ruka                  | Moguls      | Mikaël Kingsbury      | Benjamin Cavet        | Walter Wallberg       |
| 07/12/2018 | Copper Mountain       | Halfpipe    | Aaron Blunck          | Miguel Porteous       | David Wise            |
| 07/12/2018 | Val Thorens           | Skicross    | Afgelast              | Afgelast              | Afgelast              |
| 08/12/2018 | Val Thorens           | Skicross    | Afgelast              | Afgelast              | Afgelast              |
| 15/12/2018 | Thaiwoo               | Moguls      | Mikaël Kingsbury      | Ikuma Horishima       | Dmitri Reiherd        |
| 16/12/2018 | Thaiwoo               | Dual moguls | Mikaël Kingsbury      | Oskar Elofsson        | Benjamin Cavet        |
| 16/12/2018 | Montafon              | Skicross    | Afgelast              | Afgelast              | Afgelast              |
| 17/12/2018 | Arosa                 | Skicross    | Jonas Lenherr         | Victor Öhling Norberg | Alex Fiva             |
| 20/12/2018 | Secret Garden         | Halfpipe    | Simon d'Artois        | Nico Porteous         | Hunter Hess           |
| 21/12/2018 | Innichen              | Skicross    | Jonathan Midol        | Bastien Midol         | Brady Leman           |
| 22/12/2018 | Innichen              | Skicross    | Joos Berry            | Bastien Midol         | Jonathan Midol        |
| 12/01/2019 | Font-Romeu            | Slopestyle  | Alexander Hall        | Philippe Langevin     | Andri Ragettli        |
| 12/01/2019 | Calgary               | Moguls      | Mikaël Kingsbury      | Walter Wallberg       | Daichi Hara           |
| 18/01/2019 | Lake Placid           | Moguls      | Benjamin Cavet        | Walter Wallberg       | Matt Graham           |
| 19/01/2019 | Lake Placid           | Aerials     | Maksim Boerov         | Wang Xindi            | Stanislav Nikitin     |
| 19/01/2019 | Idre Fjäll            | Skicross    | Alex Fiva             | Bastien Midol         | Daniel Traxler        |
| 20/01/2019 | Idre Fjäll            | Skicross    | Jean-Frédéric Chapuis | Daniel Traxler        | Romain Détraz         |
| 26/01/2019 | Blue Mountain         | Skicross    | Brady Leman           | Bastien Midol         | Johannes Rohrweck     |
| 26/01/2019 | Mont Tremblant        | Moguls      | Mikaël Kingsbury      | Ikuma Horishima       | Dmitri Reiherd        |
| 27/01/2019 | Seiser Alm            | Slopestyle  | Max Moffatt           | Oliwer Magnusson      | Kiernan Fagan         |
| 1 tot en met 9 februari 2019: Wereldkampioenschappen freestyleskiën 2019 in Park City (telt niet mee voor wereldbeker) |                       |             |                       |                       |                       |
| 16/02/2019 | Moskou                | Aerials     | Stanislav Nikitin     | Wang Xindi            | Noé Roth              |
| 16/02/2019 | Calgary               | Halfpipe    | David Wise            | Nico Porteous         | Noah Bowman           |
| 16/02/2019 | Feldberg              | Skicross    | Ryan Regez            | Florian Wilmsmann     | Kevin Drury           |
| 17/02/2019 | Feldberg              | Skicross    | Jean-Frédéric Chapuis | Romain Détraz         | Ryan Regez            |
| 23/02/2019 | Minsk                 | Aerials     | Maksim Boerov         | Anton Koesjnir        | Stanislav Nikitin     |
| 23/02/2019 | Tazawako              | Moguls      | Mikaël Kingsbury      | Philippe Marquis      | Bradley Wilson        |
| 24/02/2019 | Tazawako              | Dual moguls | Mikaël Kingsbury      | Ikuma Horishima       | Benjamin Cavet        |
| 23/02/2019 | Sunny Valley          | Skicross    | Bastien Midol         | Filip Flisar          | Jean-Frédéric Chapuis |
| 24/02/2019 | Sunny Valley          | Skicross    | Bastien Midol         | Alex Fiva             | Brady Leman           |
| 02/03/2019 | Sjymboelak            | Moguls      | Ikuma Horishima       | Mikaël Kingsbury      | Walter Wallberg       |
| 03/03/2019 | Sjymboelak            | Dual moguls | Afgelast              | Afgelast              | Afgelast              |
| 02/03/2019 | Shimao Lotus Mountain | Aerials     | Sun Jiaxu             | Wang Xindi            | Eric Loughran         |
| 03/03/2019 | Shimao Lotus Mountain | Aerials     | Sun Jiaxu             | Noé Roth              | Anton Koesjnir        |
| 09/03/2019 | Mammoth               | Halfpipe    | Birk Irving           | Simon d'Artois        | Thomas Krief          |
| 10/03/2019 | Mammoth               | Slopestyle  | Mac Forehand          | Ferdinand Dahl        | Kiernan Fagan         |
| 16/03/2019 | Quebec                | Big air     | Lukas Müllauer        | Fabian Bösch          | Andri Ragettli        |
| 17/03/2019 | Veysonnaz             | Skicross    | Jean-Frédéric Chapuis | Brady Leman           | Bastien Midol         |
| 30/03/2019 | Silvaplana            | Slopestyle  | Andri Ragettli        | Colby Stevenson       | Fabian Bösch          |

### Eindstanden
| Algemeen | Algemeen              | Algemeen | Algemeen |
| #        | Naam                  | Land     | Punten   |
| -------- | --------------------- | -------- | -------- |
| 1        | Mikaël Kingsbury      | CAN      | 91,67    |
| 2        | Bastien Midol         | FRA      | 68,73    |
| 3        | Wang Xindi            | CHN      | 63,20    |
| 4        | Sun Jiaxu             | CHN      | 59,60    |
| 5        | Ikuma Horishima       | JPN      | 57,44    |
| 6        | Benjamin Cavet        | FRA      | 52,20    |
| 7        | Jean-Frédéric Chapuis | FRA      | 52,00    |
| 8        | Walter Wallberg       | SWE      | 51,22    |
| 9        | Simon d'Artois        | CAN      | 51,20    |
| 10       | Anton Koesjnir        | BLR      | 49,80    |

| Skicross | Skicross              | Skicross | Skicross |
| #        | Naam                  | Land     | Punten   |
| -------- | --------------------- | -------- | -------- |
| 1        | Bastien Midol         | FRA      | 756      |
| 2        | Jean-Frédéric Chapuis | FRA      | 572      |
| 3        | Alex Fiva             | SUI      | 503      |
| 4        | Brady Leman           | CAN      | 419      |
| 5        | Florian Wilmsmann     | GER      | 307      |
| 6        | Daniel Traxler        | AUT      | 285      |
| 7        | Jonathan Midol        | FRA      | 284      |
| 8        | Jonas Lenherr         | SUI      | 272      |
| 9        | Ryan Regez            | SUI      | 267      |
| 10       | Romain Détraz         | SUI      | 260      |

| Big air | Big air                | Big air | Big air |
| #       | Naam                   | Land    | Punten  |
| ------- | ---------------------- | ------- | ------- |
| 1       | Andri Ragettli         | SUI     | 220     |
| 2       | Birk Ruud              | NOR     | 172     |
| 3       | Fabian Bösch           | SUI     | 130     |
| 4       | Lukas Müllauer         | AUT     | 105     |
| 5       | Evan McEachran         | CAN     | 104     |
| 6       | Alexander Hall         | USA     | 98      |
| 7       | Finn Bilous            | NZL     | 92      |
| 8       | Alex Beaulieu-Marchand | CAN     | 84      |
| 9       | Kai Mahler             | SUI     | 72      |
| 10      | Elias Syrja            | FIN     | 57      |

| Aerials | Aerials               | Aerials | Aerials |
| #       | Naam                  | Land    | Punten  |
| ------- | --------------------- | ------- | ------- |
| 1       | Wang Xindi            | CHN     | 316     |
| 2       | Sun Jiaxu             | CHN     | 298     |
| 3       | Anton Koesjnir        | BLR     | 249     |
| 4       | Maksim Boerov         | RUS     | 236     |
| 5       | Stanislav Nikitin     | RUS     | 220     |
| 6       | Noé Roth              | SUI     | 169     |
| 7       | Eric Loughran         | USA     | 150     |
| 8       | Christopher Lillis    | USA     | 136     |
| 9       | Felix Cormier-Boucher | CAN     | 121     |
| 10      | Justin Schoenefeld    | USA     | 120     |

| Halfpipe | Halfpipe        | Halfpipe | Halfpipe |
| #        | Naam            | Land     | Punten   |
| -------- | --------------- | -------- | -------- |
| 1        | Simon d'Artois  | CAN      | 256      |
| 2        | Nico Porteous   | NZL      | 225      |
| 3        | David Wise      | USA      | 210      |
| 4        | Hunter Hess     | USA      | 178      |
| 5        | Thomas Krief    | FRA      | 164      |
| 6        | Birk Irving     | USA      | 158      |
| 7        | Noah Bowman     | CAN      | 124      |
| 8        | Miguel Porteous | NZL      | 120      |
| 9        | Brendan Mackay  | CAN      | 115      |
| 10       | Aaron Blunck    | USA      | 104      |

| Moguls | Moguls           | Moguls | Moguls |
| #      | Naam             | Land   | Punten |
| ------ | ---------------- | ------ | ------ |
| 1      | Mikaël Kingsbury | CAN    | 825    |
| 2      | Ikuma Horishima  | JPN    | 517    |
| 3      | Benjamin Cavet   | FRA    | 470    |
| 4      | Walter Wallberg  | SWE    | 461    |
| 5      | Matt Graham      | AUS    | 343    |
| 6      | Daichi Hara      | JPN    | 325    |
| 7      | Bradley Wilson   | USA    | 303    |
| 8      | Dmitri Reiherd   | KAZ    | 232    |
| 9      | Casey Andringa   | USA    | 206    |
| 10     | Jimi Salonen     | FIN    | 199    |

| Slopestyle | Slopestyle        | Slopestyle | Slopestyle |
| #          | Naam              | Land       | Punten     |
| ---------- | ----------------- | ---------- | ---------- |
| 1          | Mac Forehand      | USA        | 247        |
| 2          | Max Moffatt       | CAN        | 213        |
| 3          | Andri Ragettli    | SUI        | 205        |
| 4          | Oliwer Magnusson  | SWE        | 185        |
| 5          | Colby Stevenson   | USA        | 167        |
| 6          | Alexander Hall    | USA        | 147        |
| 7          | Colin Wili        | SUI        | 147        |
| 8          | Philippe Langevin | CAN        | 142        |
| 9          | Ferdinand Dahl    | NOR        | 140        |
| 10         | Kiernan Fagan     | USA        | 132        |

## Vrouwen

### Kalender
| Datum | Plaats                | Onderdeel   | Eerste                  | Tweede            | Derde                    |
| --- | --------------------- | ----------- | ----------------------- | ----------------- | ------------------------ |
| 07/09/2018 | Cardrona              | Big air     | Elena Gaskell           | Caroline Claire   | Yuki Tsubota             |
| 04/11/2018 | Modena                | Big air     | Mathilde Gremaud        | Sarah Höfflin     | Kea Kühnel               |
| 23/11/2018 | Stubai                | Slopestyle  | Kelly Sildaru           | Sarah Höfflin     | Mathilde Gremaud         |
| 07/12/2018 | Ruka                  | Moguls      | Perrine Laffont         | Joelia Galysjeva  | Tess Johnson             |
| 07/12/2018 | Copper Mountain       | Halfpipe    | Kelly Sildaru           | Cassie Sharpe     | Brita Sigourney          |
| 07/12/2018 | Val Thorens           | Skicross    | Afgelast                | Afgelast          | Afgelast                 |
| 08/12/2018 | Val Thorens           | Skicross    | Afgelast                | Afgelast          | Afgelast                 |
| 15/12/2018 | Thaiwoo               | Moguls      | Jaelin Kauf             | Jakara Anthony    | Perrine Laffont          |
| 16/12/2018 | Thaiwoo               | Dual moguls | Jaelin Kauf             | Perrine Laffont   | Joelia Galysjeva         |
| 16/12/2018 | Montafon              | Skicross    | Afgelast                | Afgelast          | Afgelast                 |
| 17/12/2018 | Arosa                 | Skicross    | Fanny Smith             | Sandra Näslund    | Marielle Thompson        |
| 20/12/2018 | Secret Garden         | Halfpipe    | Zhang Kexin             | Rachael Karker    | Li Fanghui               |
| 21/12/2018 | Innichen              | Skicross    | Fanny Smith             | Sandra Näslund    | Marielle Berger Sabbatel |
| 22/12/2018 | Innichen              | Skicross    | Sandra Näslund          | Marielle Thompson | Sanna Lüdi               |
| 12/01/2019 | Font-Romeu            | Slopestyle  | Sarah Höfflin           | Eileen Gu         | Giulia Tanno             |
| 12/01/2019 | Calgary               | Moguls      | Joelia Galysjeva        | Perrine Laffont   | Jaelin Kauf              |
| 18/01/2019 | Lake Placid           | Moguls      | Jakara Anthony          | Perrine Laffont   | Tess Johnson             |
| 19/01/2019 | Lake Placid           | Aerials     | Xu Mengtao              | Shao Qi           | Xu Nuo                   |
| 19/01/2019 | Idre Fjäll            | Skicross    | Heidi Zacher            | Marielle Thompson | Fanny Smith              |
| 20/01/2019 | Idre Fjäll            | Skicross    | Fanny Smith             | Brittany Phelan   | Kelsey Serwa             |
| 26/01/2019 | Blue Mountain         | Skicross    | Fanny Smith             | Marielle Thompson | Alizée Baron             |
| 26/01/2019 | Mont Tremblant        | Moguls      | Perrine Laffont         | Jakara Anthony    | Justine Dufour-Lapointe  |
| 27/01/2019 | Seiser Alm            | Slopestyle  | Eileen Gu               | Megan Oldham      | Julia Krass              |
| 1 tot en met 9 februari 2019: Wereldkampioenschappen freestyleskiën 2019 in Park City (telt niet mee voor wereldbeker) |                       |             |                         |                   |                          |
| 16/02/2019 | Moskou                | Aerials     | Aleksandra Ramanoeskaja | Laura Peel        | Xu Mengtao               |
| 16/02/2019 | Calgary               | Halfpipe    | Cassie Sharpe           | Rachael Karker    | Zhang Kexin              |
| 16/02/2019 | Feldberg              | Skicross    | Sandra Näslund          | Lisa Andersson    | Alizée Baron             |
| 17/02/2019 | Feldberg              | Skicross    | Sandra Näslund          | Andrea Limbacher  | Brittany Phelan          |
| 23/02/2019 | Minsk                 | Aerials     | Xu Mengtao              | Xu Sicun          | Shao Qi                  |
| 23/02/2019 | Tazawako              | Moguls      | Perrine Laffont         | Jakara Anthony    | Joelia Galysjeva         |
| 24/02/2019 | Tazawako              | Dual moguls | Perrine Laffont         | Jaelin Kauf       | Jakara Anthony           |
| 23/02/2019 | Sunny Valley          | Skicross    | Fanny Smith             | Sandra Näslund    | Andrea Limbacher         |
| 24/02/2019 | Sunny Valley          | Skicross    | Fanny Smith             | Sanna Lüdi        | Alizée Baron             |
| 02/03/2019 | Sjymboelak            | Moguls      | Joelia Galysjeva        | Perrine Laffont   | Justine Dufour-Lapointe  |
| 03/03/2019 | Sjymboelak            | Dual moguls | Afgelast                | Afgelast          | Afgelast                 |
| 02/03/2019 | Shimao Lotus Mountain | Aerials     | Laura Peel              | Xu Sicun          | Ashley Caldwell          |
| 03/03/2019 | Shimao Lotus Mountain | Aerials     | Xu Mengtao              | Ashley Caldwell   | Xu Sicun                 |
| 09/03/2019 | Mammoth               | Halfpipe    | Cassie Sharpe           | Kelly Sildaru     | Zhang Kexin              |
| 10/03/2019 | Mammoth               | Slopestyle  | Mathilde Gremaud        | Johanne Killi     | Megan Oldham             |
| 16/03/2019 | Quebec                | Big air     | Mathilde Gremaud        | Kea Kühnel        | Elena Gaskell            |
| 17/03/2019 | Veysonnaz             | Skicross    | Marielle Thompson       | Sandra Näslund    | Alizée Baron             |
| 30/03/2019 | Silvaplana            | Slopestyle  | Megan Oldham            | Tess Ledeux       | Silvia Bertagna          |

### Eindstanden
| Algemeen | Algemeen          | Algemeen | Algemeen |
| #        | Naam              | Land     | Punten   |
| -------- | ----------------- | -------- | -------- |
| 1        | Perrine Laffont   | FRA      | 86,67    |
| 2        | Xu Mengtao        | CHN      | 82,00    |
| 3        | Fanny Smith       | SUI      | 72,64    |
| 4        | Sandra Näslund    | SWE      | 68,64    |
| 5        | Jaelin Kauf       | USA      | 63,33    |
| 6        | Jakara Anthony    | AUS      | 60,56    |
| 7        | Xu Sicun          | CHN      | 59,80    |
| 8        | Marielle Thompson | CAN      | 59,64    |
| 9        | Joelia Galysjeva  | KAZ      | 59,22    |
| 10       | Megan Oldham      | CAN      | 56,20    |

| Skicross | Skicross          | Skicross | Skicross |
| #        | Naam              | Land     | Punten   |
| -------- | ----------------- | -------- | -------- |
| 1        | Fanny Smith       | SUI      | 799      |
| 2        | Sandra Näslund    | SWE      | 755      |
| 3        | Marielle Thompson | CAN      | 656      |
| 4        | Alizée Baron      | FRA      | 484      |
| 5        | Brittany Phelan   | CAN      | 467      |
| 6        | Andrea Limbacher  | AUT      | 419      |
| 7        | Sanna Lüdi        | SUI      | 418      |
| 8        | Kelsey Serwa      | CAN      | 355      |
| 9        | Heidi Zacher      | GER      | 348      |
| 10       | India Sherret     | CAN      | 321      |

| Big air | Big air           | Big air | Big air |
| #       | Naam              | Land    | Punten  |
| ------- | ----------------- | ------- | ------- |
| 1       | Elena Gaskell     | CAN     | 210     |
| 2       | Mathilde Gremaud  | SUI     | 200     |
| 3       | Kea Kühnel        | GER     | 140     |
| 4       | Silvia Bertagna   | ITA     | 118     |
| 5       | Yuki Tsubota      | CAN     | 110     |
| 6       | Caroline Claire   | USA     | 109     |
| 7       | Sarah Höfflin     | SUI     | 80      |
| 8       | Coline Ballet-Baz | FRA     | 76      |
| 9       | Margaux Hackett   | NZL     | 56      |
| 10      | Megan Oldham      | CAN     | 45      |
| 10      | Lara Wolf         | AUT     | 45      |
| 10      | Dara Howell       | CAN     | 45      |

| Aerials | Aerials                 | Aerials | Aerials |
| #       | Naam                    | Land    | Punten  |
| ------- | ----------------------- | ------- | ------- |
| 1       | Xu Mengtao              | CHN     | 410     |
| 2       | Xu Sicun                | CHN     | 299     |
| 3       | Laura Peel              | AUS     | 256     |
| 4       | Ashley Caldwell         | USA     | 240     |
| 5       | Shao Qi                 | CHN     | 202     |
| 6       | Madison Varmette        | USA     | 197     |
| 7       | Winter Vinecki          | USA     | 156     |
| 8       | Olga Poljoek            | UKR     | 143     |
| 9       | Aleksandra Ramanoeskaja | BLR     | 128     |
| 10      | Megan Nick              | USA     | 125     |

| Halfpipe | Halfpipe        | Halfpipe | Halfpipe |
| #        | Naam            | Land     | Punten   |
| -------- | --------------- | -------- | -------- |
| 1        | Cassie Sharpe   | CAN      | 280      |
| 2        | Rachael Karker  | CAN      | 260      |
| 3        | Zhang Kexin     | CHN      | 256      |
| 4        | Kelly Sildaru   | EST      | 180      |
| 5        | Li Fanghui      | CHN      | 156      |
| 6        | Brita Sigourney | USA      | 150      |
| 7        | Abigale Hansen  | USA      | 130      |
| 8        | Jang Yu-jin     | KOR      | 108      |
| 9        | Yurie Watabe    | JPN      | 107      |
| 10       | Elisabeth Gram  | AUT      | 86       |

| Moguls | Moguls                  | Moguls | Moguls |
| #      | Naam                    | Land   | Punten |
| ------ | ----------------------- | ------ | ------ |
| 1      | Perrine Laffont         | FRA    | 780    |
| 2      | Jaelin Kauf             | USA    | 570    |
| 3      | Jakara Anthony          | AUS    | 545    |
| 4      | Joelia Galysjeva        | KAZ    | 533    |
| 5      | Tess Johnson            | USA    | 349    |
| 6      | Justine Dufour-Lapointe | CAN    | 303    |
| 7      | Chloé Dufour-Lapointe   | CAN    | 291    |
| 8      | Junko Hoshino           | JPN    | 241    |
| 9      | Hinako Tomitaka         | JPN    | 238    |
| 10     | Laura Grasemann         | GER    | 237    |

| Slopestyle | Slopestyle       | Slopestyle | Slopestyle |
| #          | Naam             | Land       | Punten     |
| ---------- | ---------------- | ---------- | ---------- |
| 1          | Megan Oldham     | CAN        | 281        |
| 2          | Sarah Höfflin    | SUI        | 280        |
| 3          | Eileen Gu        | USA        | 204        |
| 4          | Mathilde Gremaud | SUI        | 192        |
| 5          | Silvia Bertagna  | ITA        | 184        |
| 6          | Johanne Killi    | NOR        | 182        |
| 7          | Julia Krass      | USA        | 155        |
| 8          | Caroline Claire  | USA        | 121        |
| 9          | Tess Ledeux      | FRA        | 118        |
| 10         | Kelly Sildaru    | EST        | 100        |

## Uitzendrechten
- Canada: CBC Sports[4]
- Duitsland: ARD/ZDF[5]
- Finland: Yle
- Frankrijk: L'Équipe
- Nederland: Ziggo Sport[6]
- Oostenrijk: ORF
- Noorwegen: NRK
- Polen: POLSAT Sport
- Slovenië: SLO
- Zweden: SVT[7][8]
- Zwitserland: SRG SSR[9]